# Styv äppelmossa
Styv äppelmossa (Bartramia ithyphylla) är en bladmossart som beskrevs av Bridel 1803. Styv äppelmossa ingår i släktet äppelmossor, och familjen Bartramiaceae. Arten är reproducerande i Sverige. Inga underarter finns listade i Catalogue of Life.

## Bildgalleri

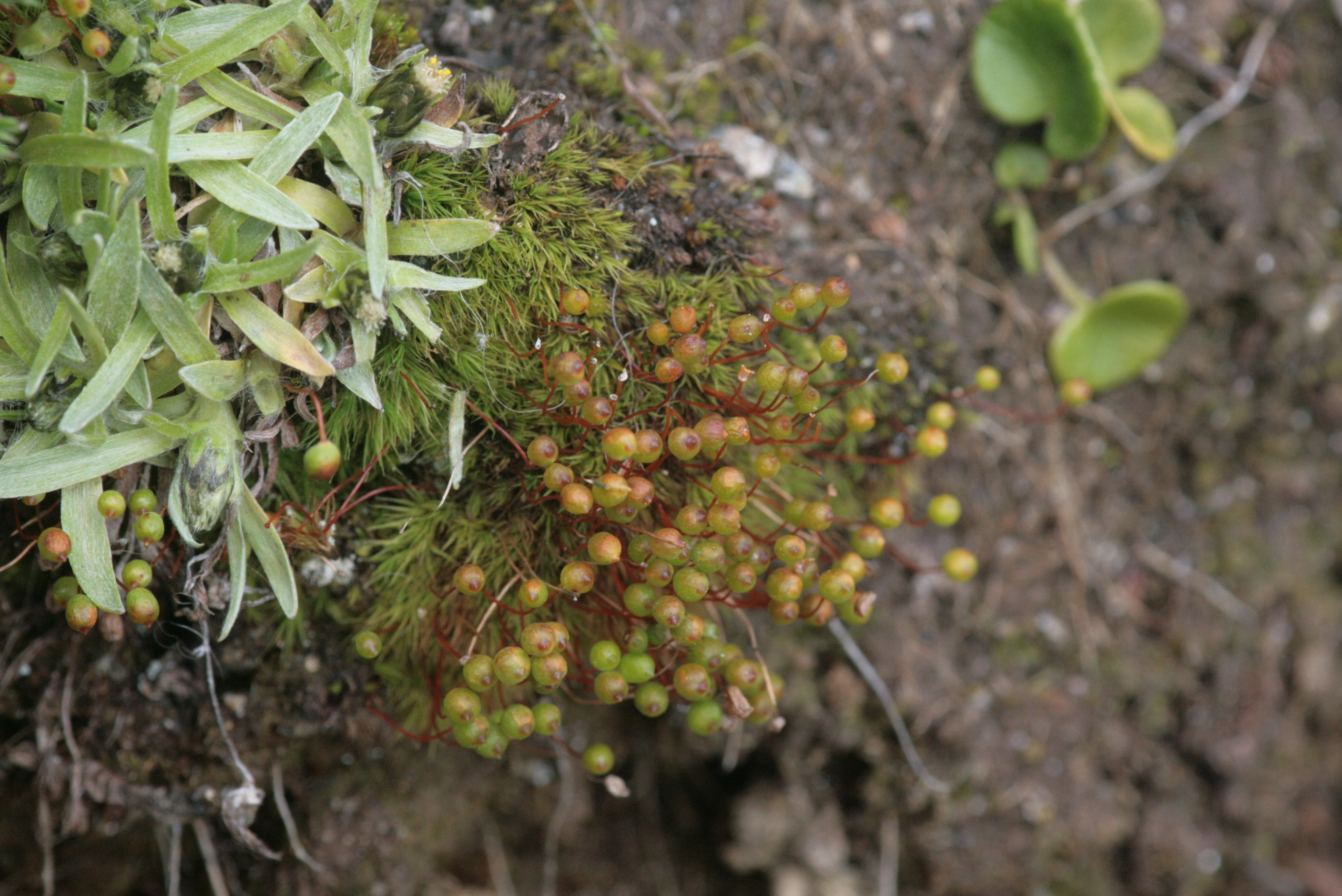
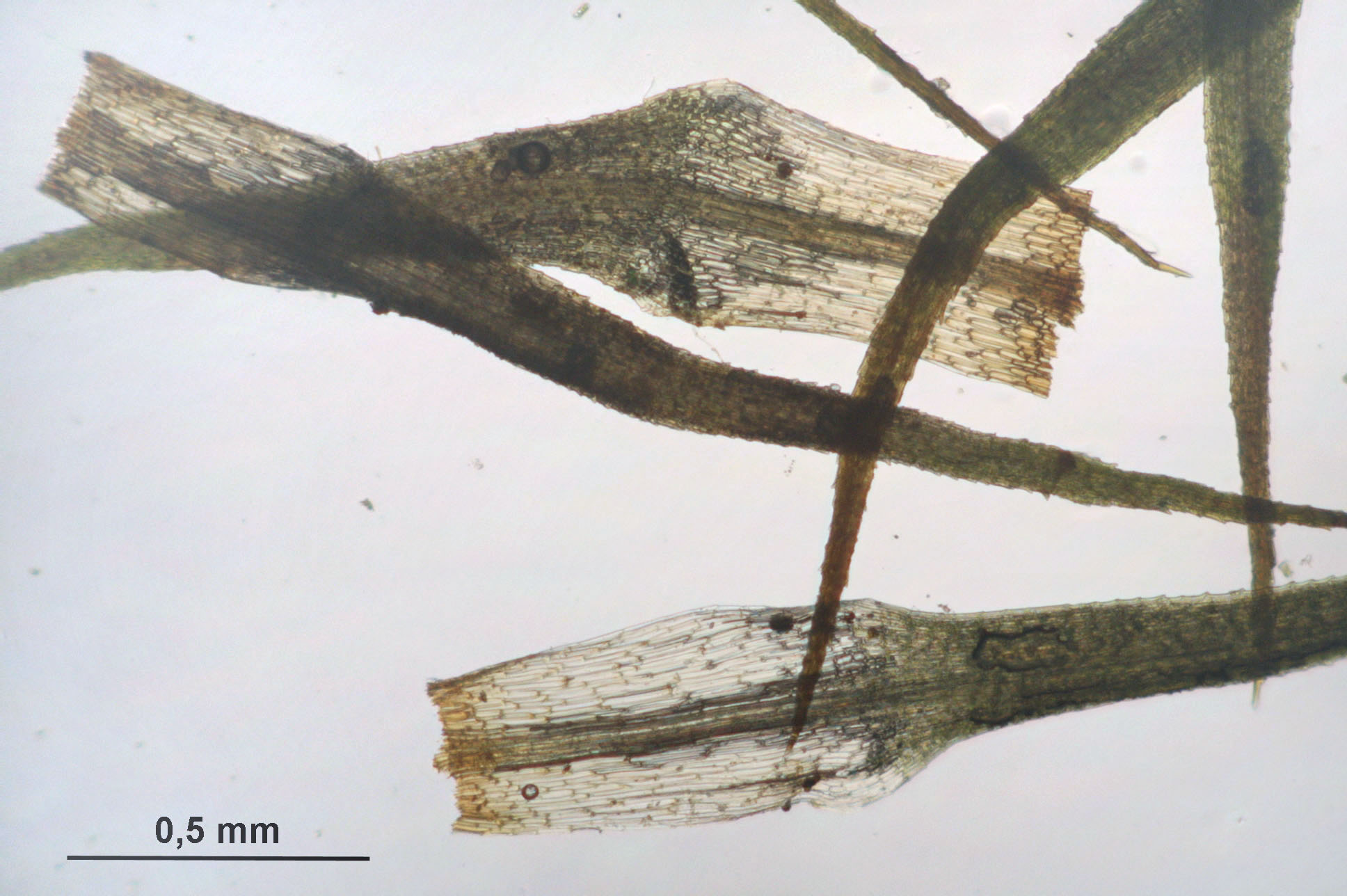
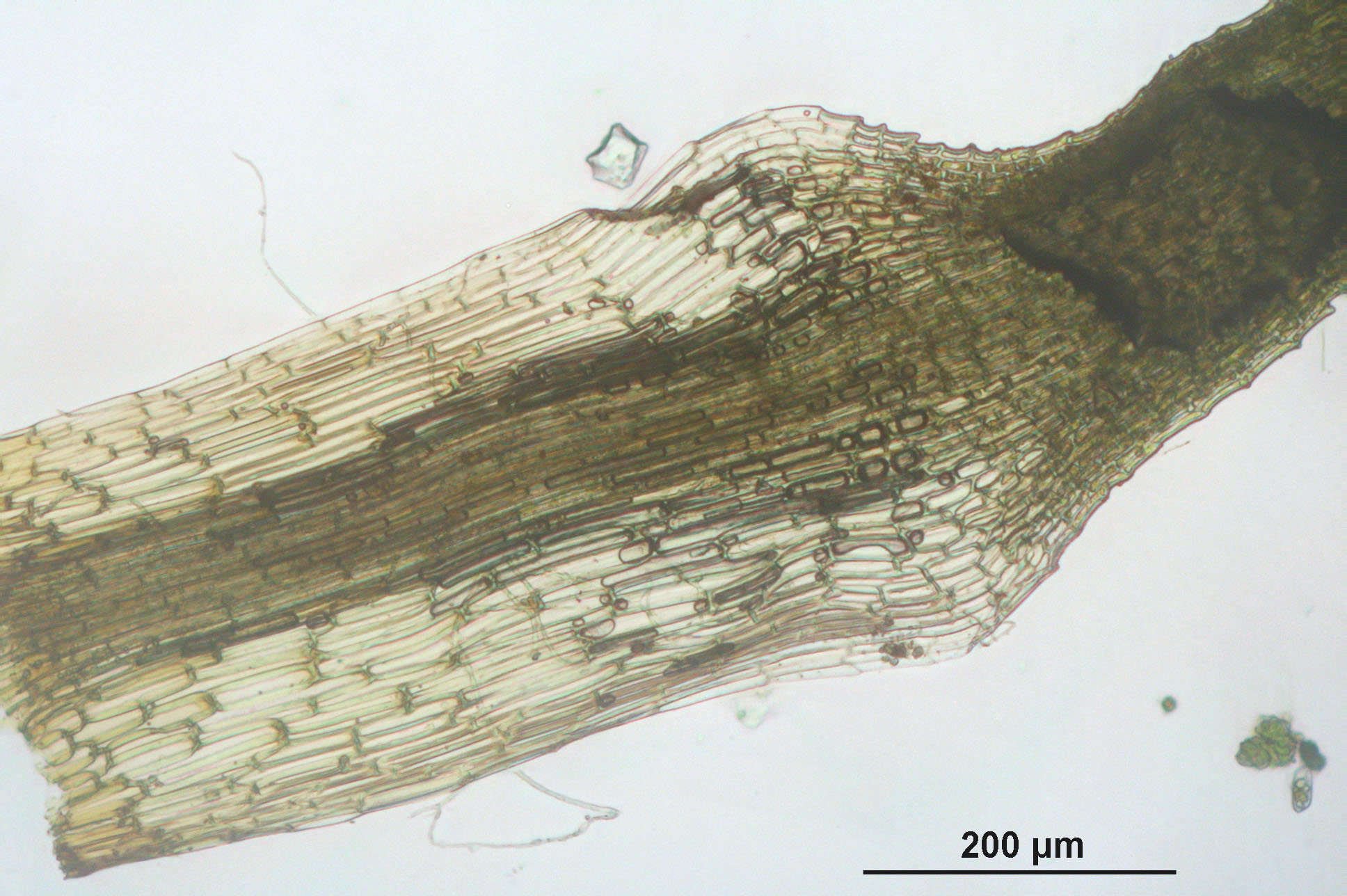
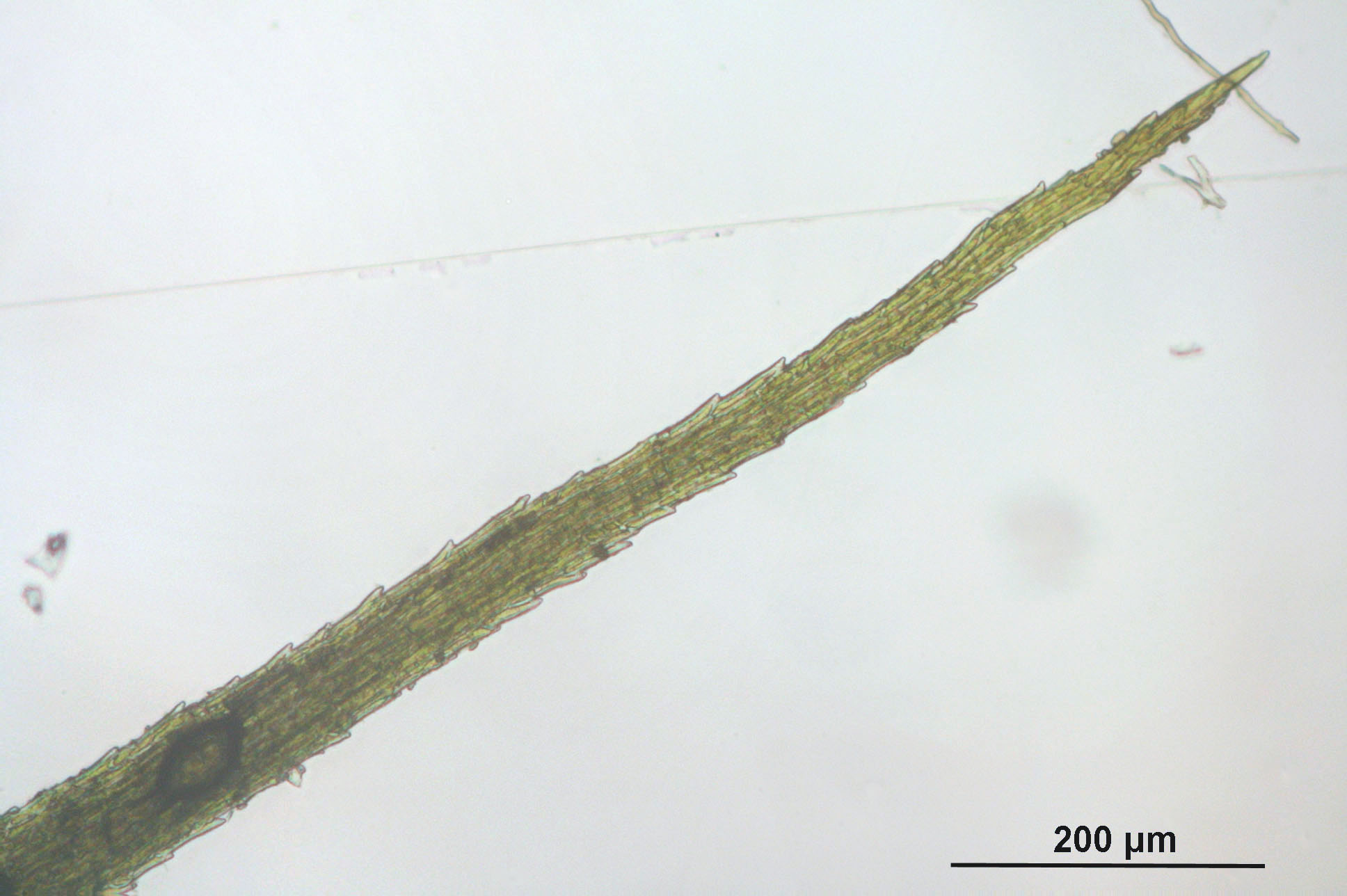